# 朔黄铁路
朔黄铁路是中国山西省忻州市神池县至河北省沧州市黄骅市的铁路干线，是晋煤外运的主要通道，运营方为朔黄铁路发展有限公司。大秦铁路公司持有朔黄铁路41.16%的股权，其餘由神華能源持有。

## 历史
朔黄铁路于1997年11月25日开工修建，2002年竣工通车。全长489公里。
2012年12月4日12点20分，朔黄铁路“六站一场”扩能改造工程完成，铁路运输能力也将由近期规划的2亿吨提升到3.5亿吨。2012年12月27日，朔黄铁路首次开行2万吨重载列车。
2012年全年运量1.9亿吨。其中，华润沧州电厂、西柏坡电厂、定州电厂、沧东电厂及民用等沿途煤炭消耗，到达黄骅港下水的煤炭大约为1亿吨，到达天津港下水3000万吨。预计2013年，朔黄铁路运量在2.1亿吨左右。在黄骅港扩能完成和准池铁路开通后，朔黄铁路2014年运能将得到明显提升，2015年有望达到3亿吨左右。

## 通勤车次
自2019年10月9日起，朔黄铁路每周一、三、五各开行一对往来沧州西站与黄骅港站的通勤列车，使用车型为金鹰GCY720轨道车，车内定员98。

## 图集

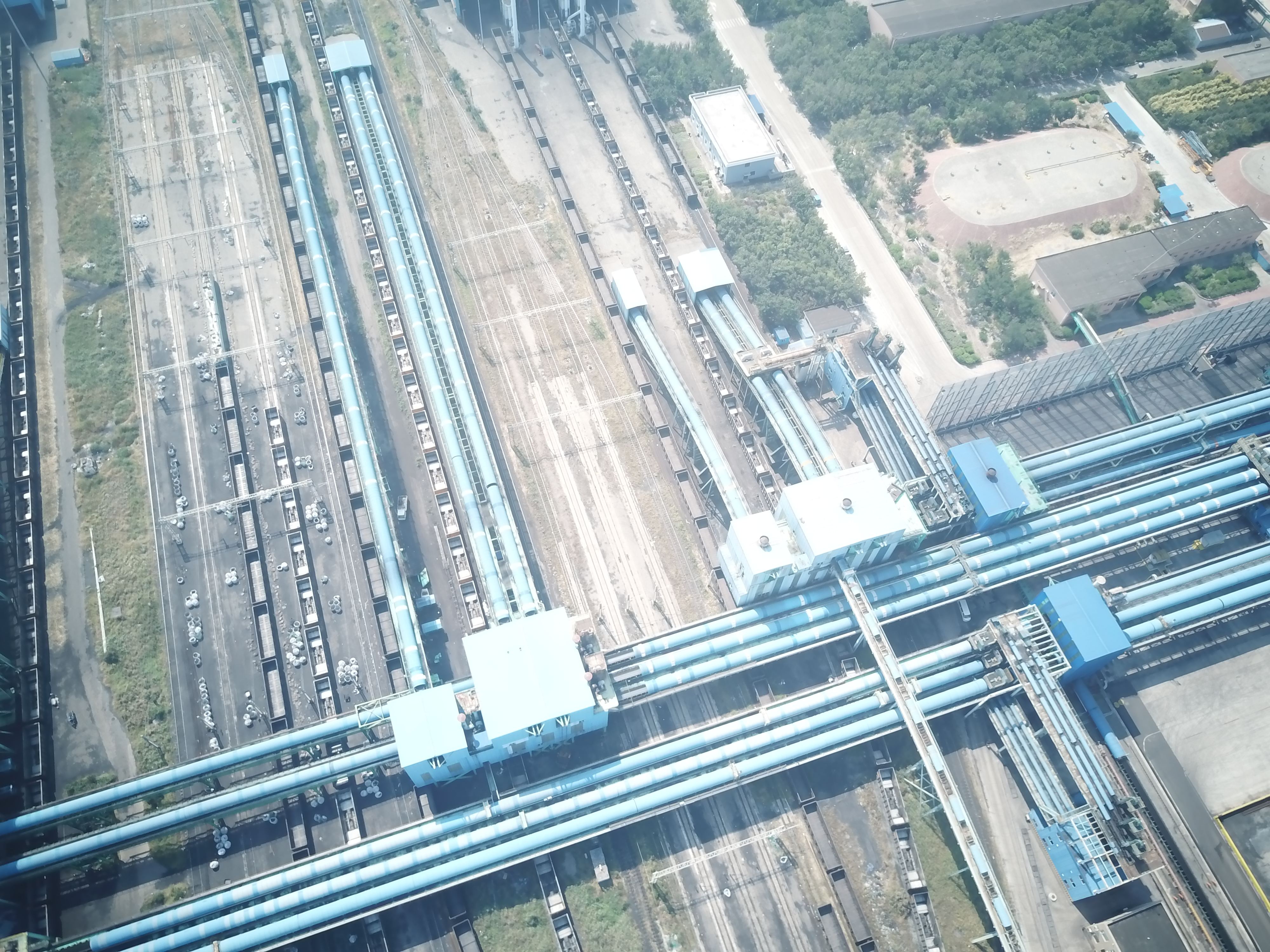
港口站
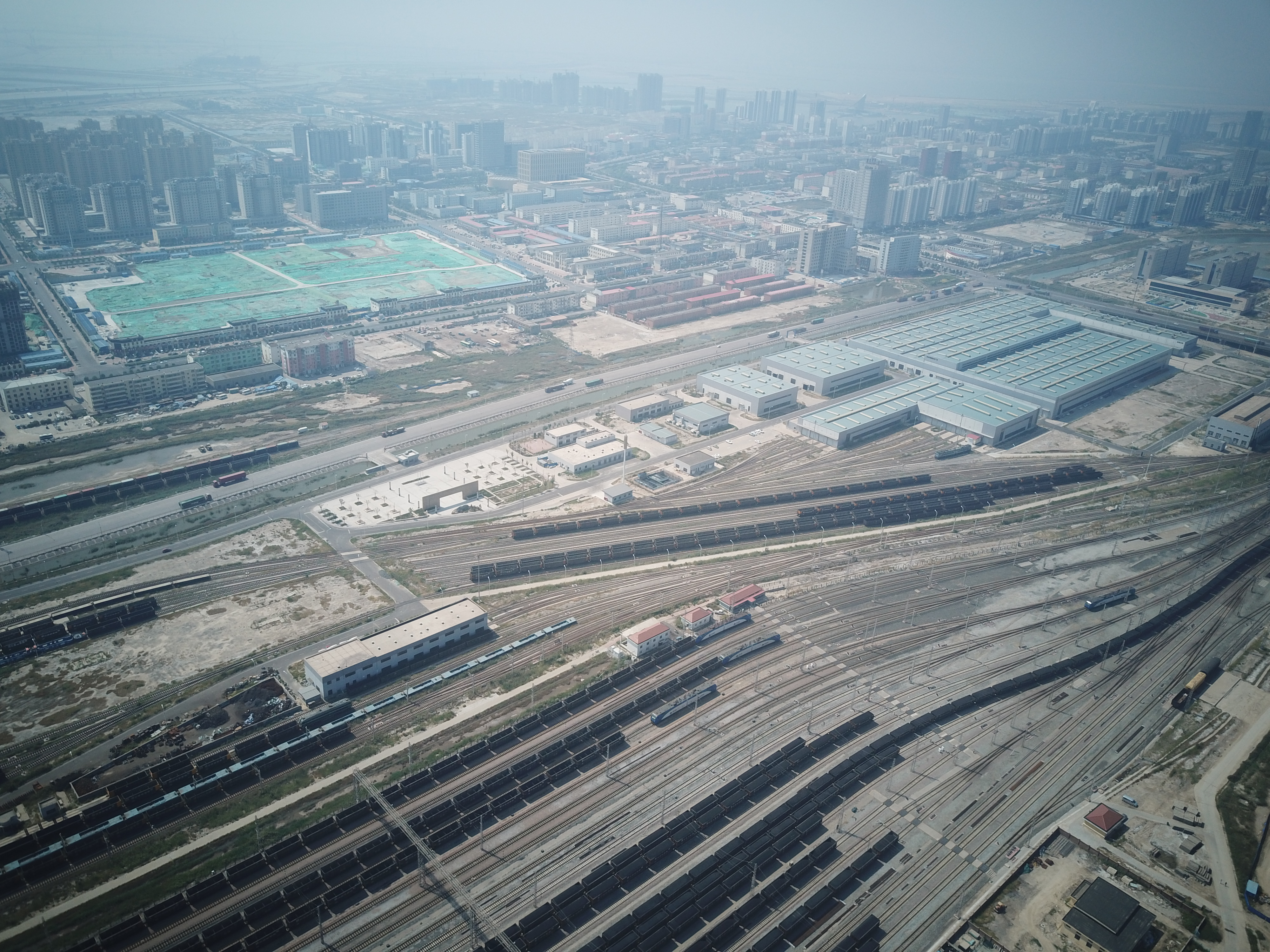
黄骅港站